# مصلى

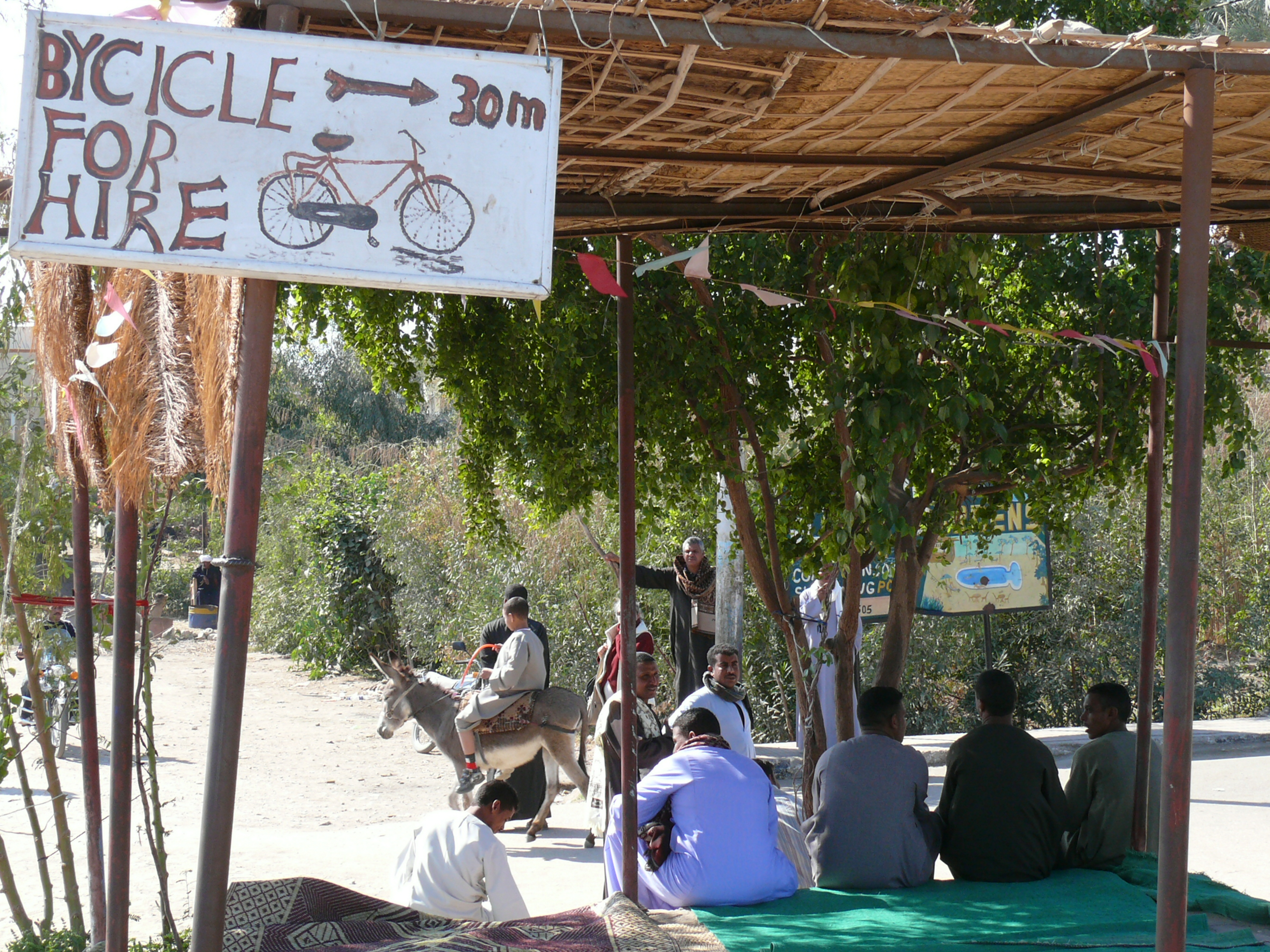
مصلى في مصر

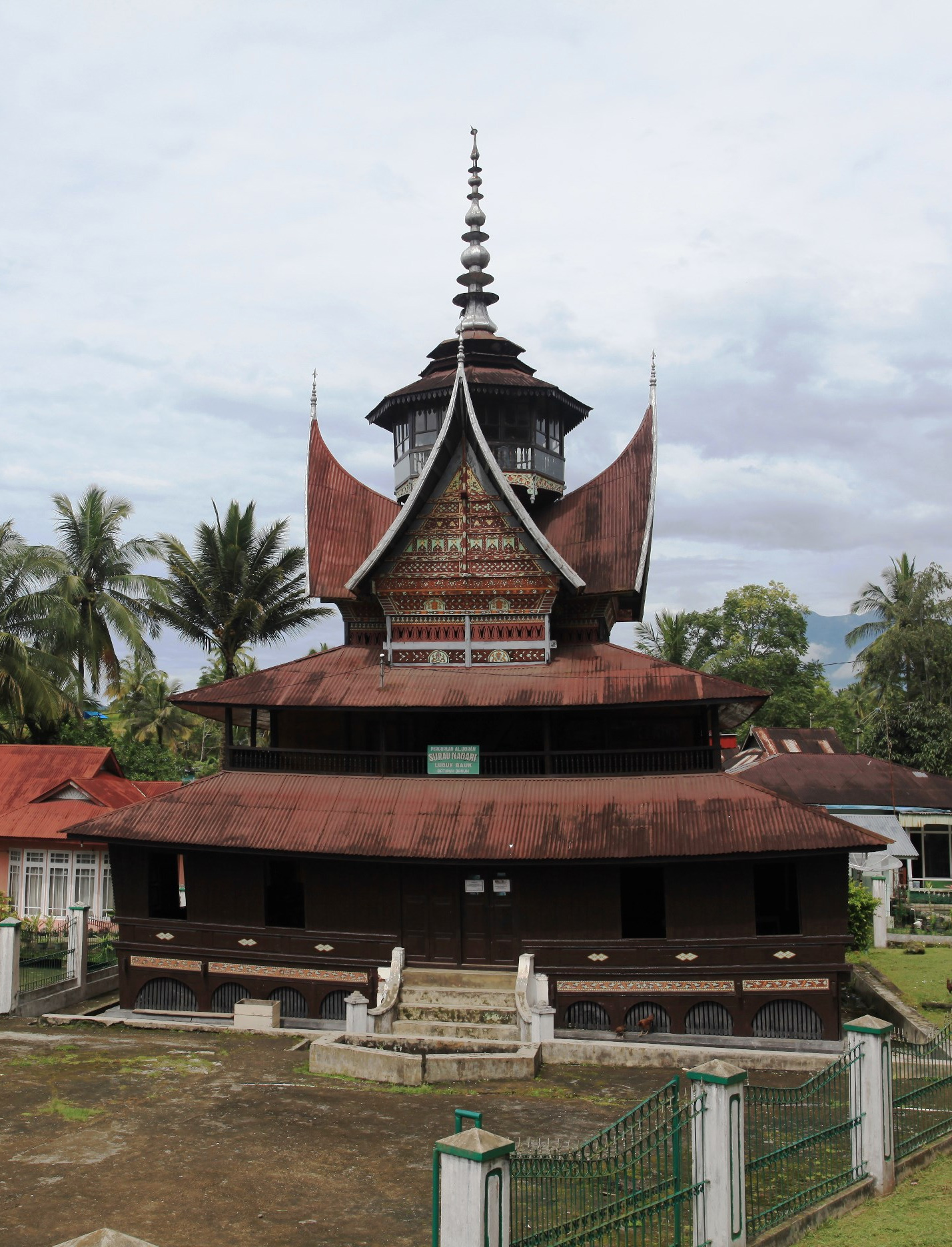
سوراو في جنوب شرق آسيا

المصلّى هو دار عبادة يستخدمه المسلمون، يعد صورة مصغرة من المسجد.

## الفرق بين المصلى والمسجد
هناك فرق بين المسجد والمصلى لأن المصلى لا يأخذ حكم المسجد؛.
فتوى الشيخ ابن عثيمين:
السؤال
سئل فضيلة الشيخ: عن الفرق بين المسجد والمصلى، وهل أحكامهما واحدة من حيث تحية المسجد وإنشاد الضالة، والبيع، والشراء وغير ذلك؟ وما حكم تحية المسجد فيما ظهر لكم، وإن قيل بأنها سنة مؤكدة فكيف نوجه أدلة القائلين بالوجوب؟
الجواب
فأجاب فضيلته بقوله: الفرق بين المصلى والمسجد أن المصلى مكان صلاة فقط، والمسجد معد للصلاة عموماً كل من جاء فيه فإنه يصلي فيه، ويعرف أن هذا وقف ...
لا يمكن بيعه ولا التصرف فيه، وأما المصلى فإنه يمكن أن يترك ولا يصلى فيه، وأن يباع تبعاً للبيت الذي هو فيه وبناء على ذلك يختلف الحكم. فالمساجد لا بد لها من تحية، ولا تمكث فيها الحائض مطلقاً ولا الجنب إلا بوضوء، ولا يجوز فيه البيع والشراء بخلاف المصلى.
فتوى الشيخ ابن جبرين:
السؤال س: ما هو الفرق بين المصلى والمسجد ومتى يُعتبر المُصلى مسجدًا؟
الإجابة الفرق بين المُصلى والمسجد: أن المسجد هو الذي خُصِّص للصلاة والقراءة والذكر والدعاء والاعتكاف ووُجِّه نحو القبلة وجُعل له محراب ومنارة يتميز بها، فله حُرمة المسجد فيُنزه عن الملاهي واللعب والخوض في أمور الدنيا والبيع والشراء وإنشاد الضالة، ويُطَهَّر عن الأدناس والأنجاس ويُصان عن دخول الكُفَّار والمُشركين، وأما المُصلى: فهو الذي لا يُصلى فيه إلا في مناسبة أو سبب كصلاة العيد والاستسقاء إذا كان في صحراء وحصل أن حُدد ذلك المُصلى، فإنه لا يأخذ حكم المسجد من كل الوجوه، ولكن يُحرص على حمايته وحفظه عن العبث واللعب والنجاسات والقُمامات وما أشبهها.
فتوى الشيخ عبد العزيز الراجحي:
السؤال: ما الفرق بين المسجد والمصلى؟ وهل تعتبر المصليات التي في المطارات والمستشفيات من المساجد؟ وهل لها تحية المسجد؟ الجواب: المسجد: هو الذي يصلى فيه الصلوات الخمس، ومبني بناء معداً وموقوفاً، وله إمام راتب، فهذا له حكم المساجد، وتصلى فيه التحية، أما المصليات في المطارات وفي الدوائر الحكومية وفي المدارس فليس لها حكم المساجد، ولا تصلى فيها تحية المسجد؛ لأن ذلك مكان وضع ليصلى فيه ولم يجعل مسجداً، ولا تصلى فيه الصلوات الخمس، وليس له إمام راتب، فالمقصود أن المصليات في المطارات وفي المدارس وفي الدوائر الحكومية ليس لها حكم المساجد، ولا تصلى فيها تحية المسجد.